# Hohlsteinhöhle

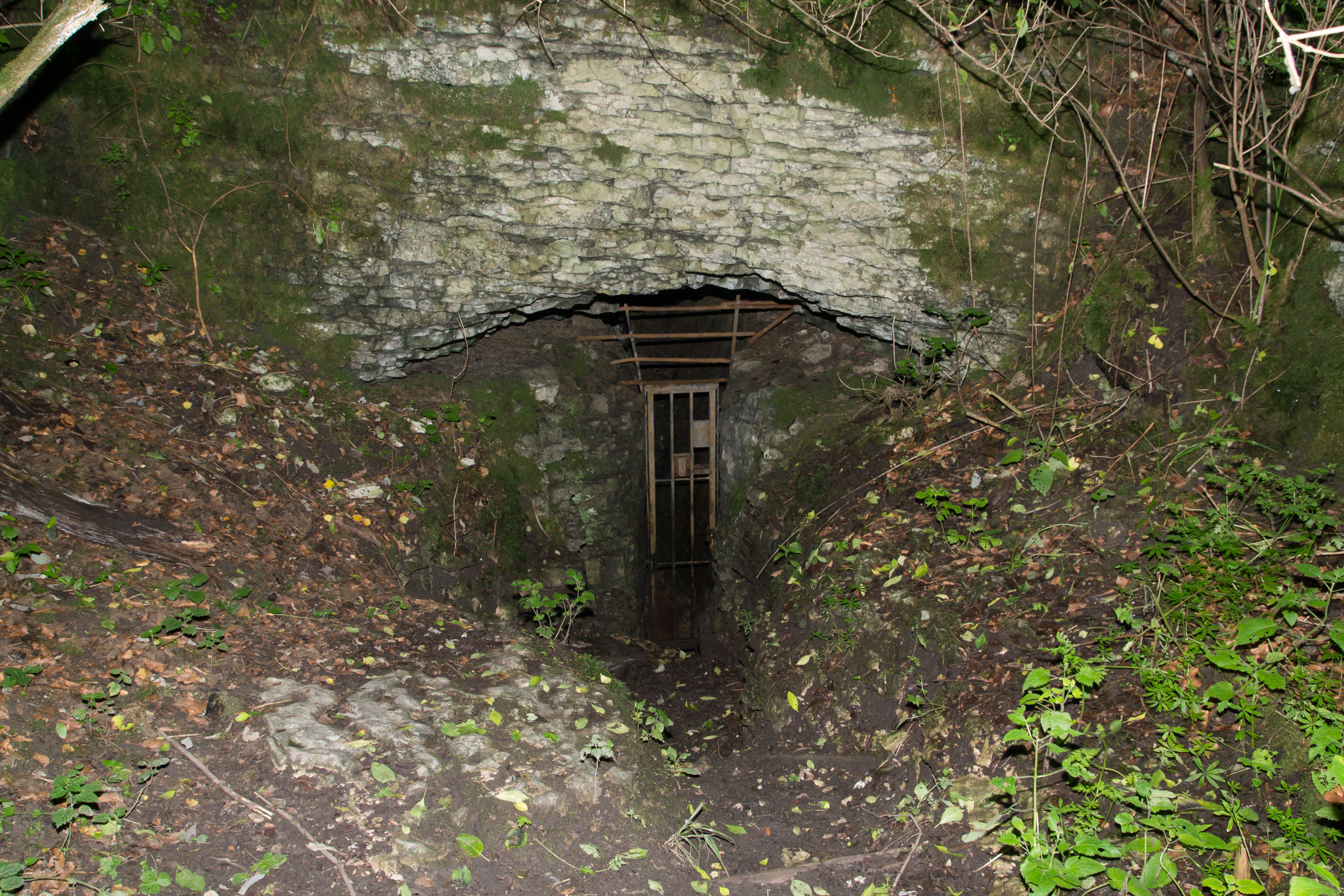
Eingang zur Hohlsteinhöhle

Die Hohlsteinhöhle befindet sich im Eggegebirge nahe Kohlstädt im nordrhein-westfälischen Kreis Lippe und ist ein Naturschutz- und FFH-Gebiet.
Als eine der bedeutsamsten Höhlen in Ostwestfalen im Kluftsystem von Mergelkalken der Oberkreide (Turon, Lamarki-Schichten) wurde sie bereits 1779 erforscht. Dem Zutritt der Öffentlichkeit bleibt sie heute aber, bis auf wenige Ausnahmen, verwehrt, da sie als Naturdenkmal ausgewiesen und Überwinterungsquartier für Fledermäuse ist.

## Geographische Lage
Die Hohlsteinhöhle liegt im nördlichen Teil des Eggegebirges etwa 600 m südlich der Nahtstelle zum Teutoburger Wald. Sie befindet sich rund zwei Kilometer ostnordöstlich von Kohlstädt, einem nordöstlichen Ortsteil der südlippischen Gemeinde Schlangen. Ihr Eingang liegt etwa 250 Meter (Luftlinie) westlich des Hohlesteingipfels (433,2 m ü. NN) auf rund 420 m ü. NN.

## Kurzbeschreibung
Die natürliche Klufthöhle hat sich, ebenso wie das Lukenloch und die Bielsteinhöhle am Bauernkamp, im Plänerkalk gebildet. Sie hat eine Gesamtlänge von ca. 200 m. Die größte Höhe beträgt 47 Meter. Der Eingangsbereich ist mit einem vier Meter hohen und 0,5 bis 1,5 m breiten Gitter versehen und weist einen abfallenden, geröllbedeckten Boden auf. Eine nach 30 m folgende Engstelle erweitert die Höhle in zwei Kammern, welche in hinteren und schwer zugänglichen Teilen Tropfsteinbildungen enthalten.

## Fauna
Besonders bedeutsam ist die hervorragend erhaltene Höhle in Hinsicht auf ihre wertvolle Fauna. Sie wird fast das ganze Jahr von Fledermäusen genutzt. Es wurden bisher die Fledermausarten Bartfledermaus, Braunes Langohr, Fransenfledermaus, Wasserfledermaus, Großen Mausohr und Teichfledermaus nachgewiesen. Mit 35 Tieren wurden bisher vom Großen Mausohr die größte Anzahl im Winterquartier gezählt. Der Eingang ist vergittert um die Höhle und die Fledermäuse vor Störungen zu schützen.
Eine Besonderheit ist die Existenz des Fledermaus-Höhlenkäfers (Choleva septentrionis sokolowskii n. ssp.), der als spezielle Unterart weltweit nur in dieser einen Höhle vorkommt. Als Larve und erwachsenes Tier ernährt er sich von verstorbenen Fledermäusen, Fledermauskot und Nahrungsresten.